# Jun Aoki
Jun Aoki (青木 淳; Yokohama, 22 de outubro de 1956) é um arquiteto japonês. Ele estudou na Universidade de Tóquio e, em seguida, trabalhou no escritório de Arata Isozaki, onde realizou vários projetos com Shigeru Ban antes de fundar seu próprio escritório. Em 2005, foi condecorado com o Prêmio Geijutsu Senshō.

## Obras

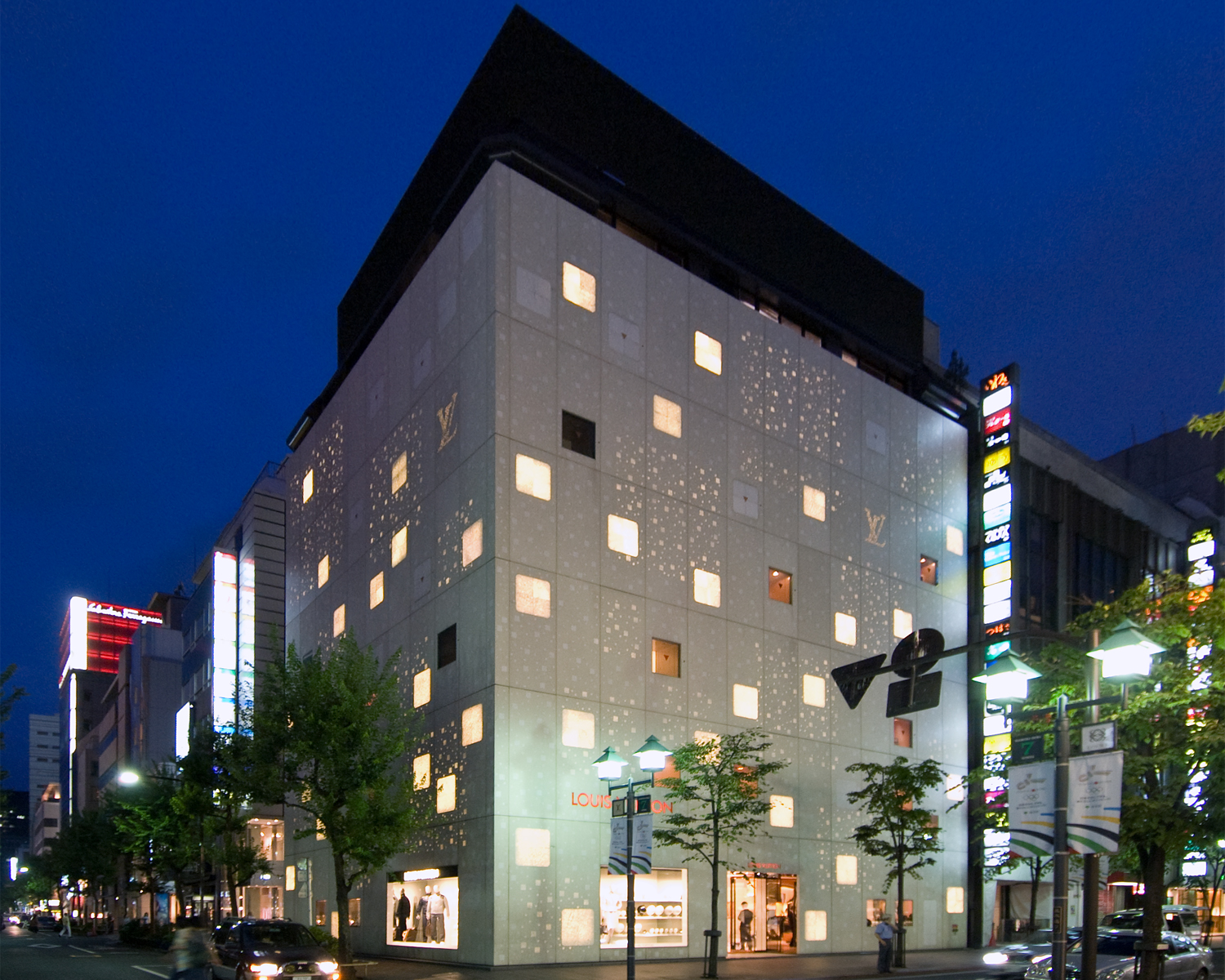
Louis Vuitton Ginza Namiki, fundada em 2004.

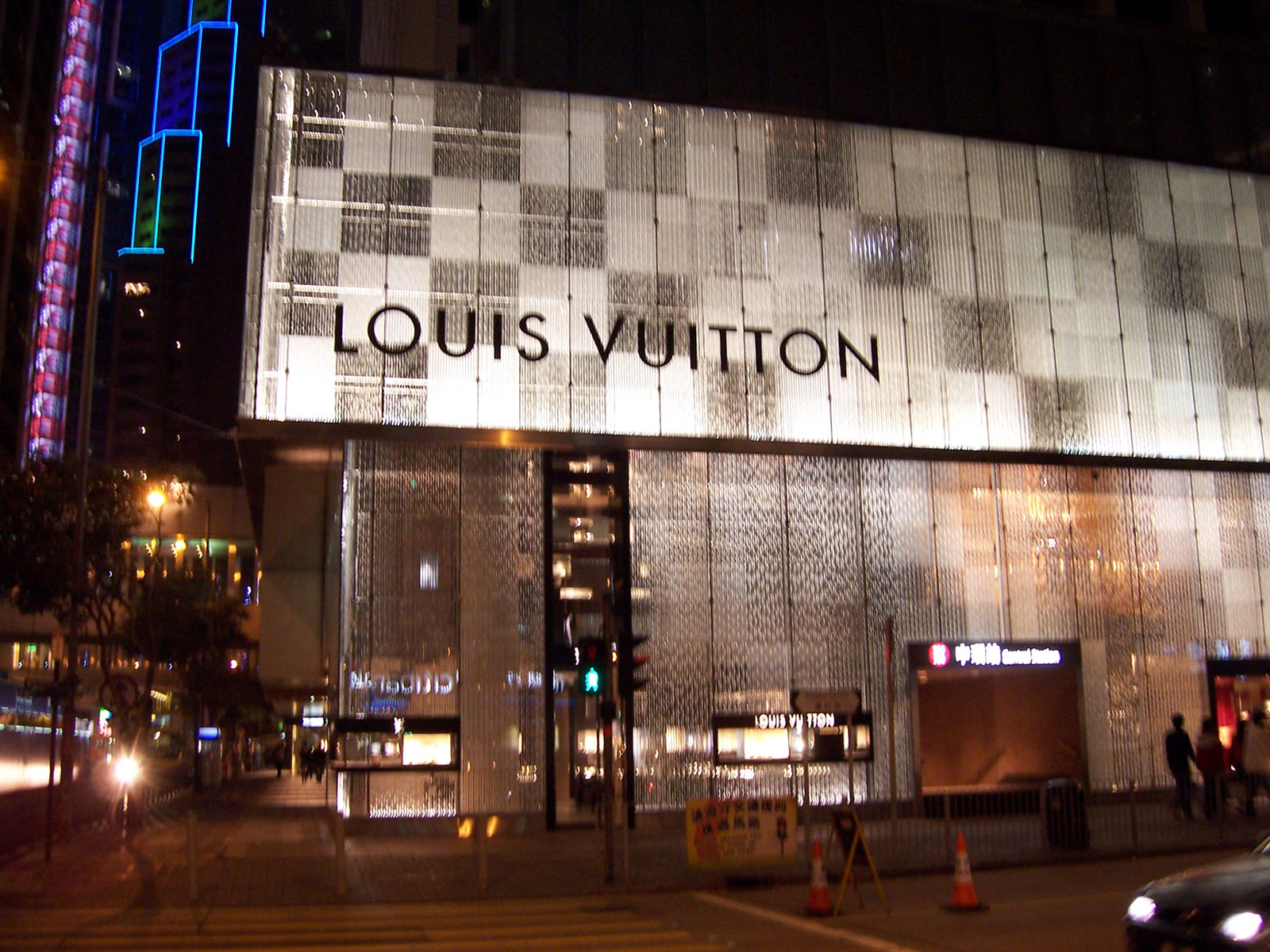
Louis Vuitton Hong Kong, fundada em 2005.

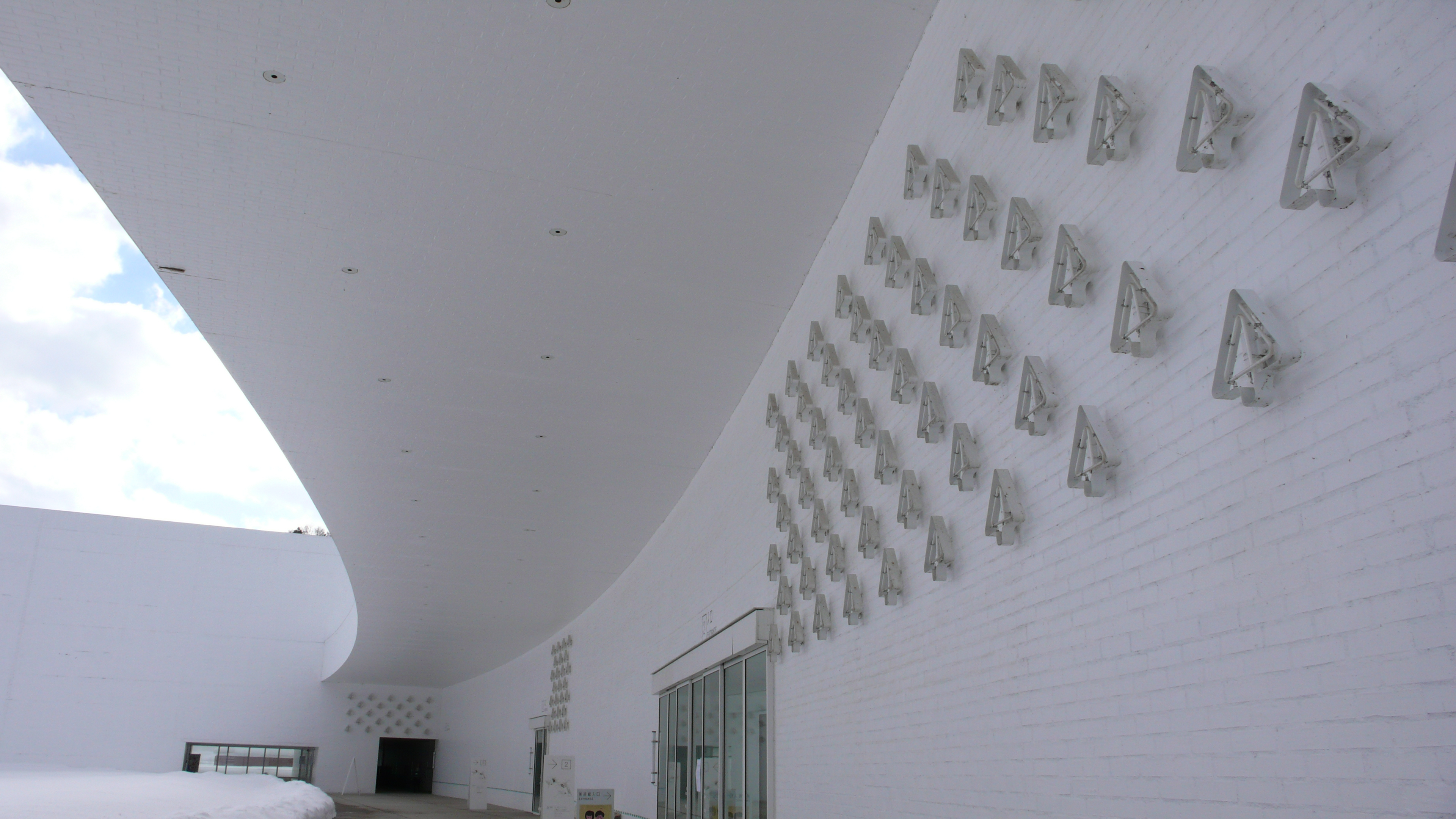
Entrada de Aomori Museum of Art, fundado em 2006.

Além de residências e trabalhos mais discretos, Jun Aoki é reconhecido por diversas obras mundialmente reconhecidas:
- 1993: C Art Museum, museu, em Tóquio.
- 1999: Snow Foundation, prédios municipais, em Niigata.
- 1999: Louis Vuitton Nagoya, comercial, em Nagoya.
- 2000: Louis Vuitton Ginza Matsuya, comercial, em Tóquio.
- 2002: Louis Vuitton Omotesando, comercial, em Tóquio.
- 2002: U bis, exibição pública, em Tóquio.
- 2004: Louis Vuitton New York, em Nova Iorque.
- 2004: Bureau Shinegawa, casa, em Tóquio.
- 2005: Louis Vuitton Hong Kong, comercial, em Hong Kong.
- 2006: Aomori Museum of Art, museu, em Aomori.
- 2008: Taru Nasu, comercial, em Tóquio.
- 2008: Midsummer Plants, exibição pública, em Tóquio.
- 2009: Nuova Sede, prédios municipais, em Bergamo, Itália.
- 2011: V&A Exhibition Road Competition, exibição pública.
- 2011: Louis Vuitton Fukuoka Tenjin, comercial, em Fukuoka.
- 2013: L'Avenue Shangai, comercial, em Xangai, na China.
- 2013: Louis Vuitton Matsuya Ginza, comercial, em Tóquio.
- 2014: Omiyamae Gymnasium, instalação esportiva, em Tóquio.
- 2014: Miyoshi Town Hall Kiriri, prédios municipais, em Hiroshima.
- 2016: Tokamachi Bunshitsu, prédios municipais, em Niigata.
- 2021: Louis Vuitton, em Osaka.[2]

## Publicações
- 青木淳 Jun Aoki 1991-1999; coleção de obras, Shōkokusha, 1999.
- 原っぱと遊園地—建築にとってその場の質とは何か harappa to yūenchi - kenchiku ni totte sono ba no tachi to ha nani ka; coleção de ensaios, 2004.
- Jun Aoki Complete Works 1: 1991-2004; coleção de obras, 2004.
- Jun Aoki Complete Works 2: museu de arte de Aomori; 2006.
- 青木淳/開口部のディテール aoki jun / kaikōbu no diteeru; plano de detalhes, Shōkokusha, 2007.
- 原っぱと遊園地2 harappa to yūenchi 2; coleção de ensaios, 2007.